# 紅珊瑚
紅珊瑚又稱貴珊瑚，它們的骨骼呈紅色或粉紅色或白色，能长时间保存，常被用來製作珠寶。紅珊瑚非常珍贵，其中有4种已被列入《濒危野生动植物物种国际贸易公约》（CITES）的附录Ⅲ中。目前中國大陸、香港和台灣間的個人攜帶或貿易皆需申辦CITES證書。目前台灣珊瑚漁船採捕之珊瑚以寶石珊瑚為限。珊瑚漁船限由宜蘭縣南方澳漁港、澎湖縣馬公第三漁港或高雄市旗津漁港進出。珊瑚漁船採獲珊瑚之交易，應於蘇澳區漁會以拍賣、議價、標價或投標方式公開為之。

## 棲息地
红珊瑚生长于硬底、流急、无沉积物，特别是无陆源性沉积物的水质清澈，光照度低、低温（8－20℃）海区。其下的濃赤珊瑚主要分佈在地中海，生長在水深10－300米處，但也有生長在較淺水地方的，最适温度是10℃。在撒丁島阿爾蓋羅，它們生長在水深4米的海底洞穴中。同一物種也分佈在大西洋的直布羅陀海峽及佛得角的島嶼。其他紅珊瑚屬物種都是西太平洋，尤其是日本及台灣水深350-1500米處。

## 構造
紅珊瑚的外形像沒有葉子及細小的灌木，可以生長高達1米，但由於生長緩慢，長到這樣大約需要幾千年。也因為這樣，它們的骨骼材質十分緻密，是由堅硬的碳酸鈣組成，因含有類胡蘿蔔素而呈紅色。活的紅珊瑚骨骼外覆蓋了鮮紅色的珠被，當中有大量可伸縮的水螅。水螅是八徑向對稱的。
红珊瑚生长很慢、寿命很长，红珊瑚从幼虫附着后10～12年才性成熟，在每年夏季产卵，其浮浪幼虫是负趋光性的。

## 物種
- Corallium abyssale
- Corallium borneanse
- Corallium boshuense
- Corallium ducale

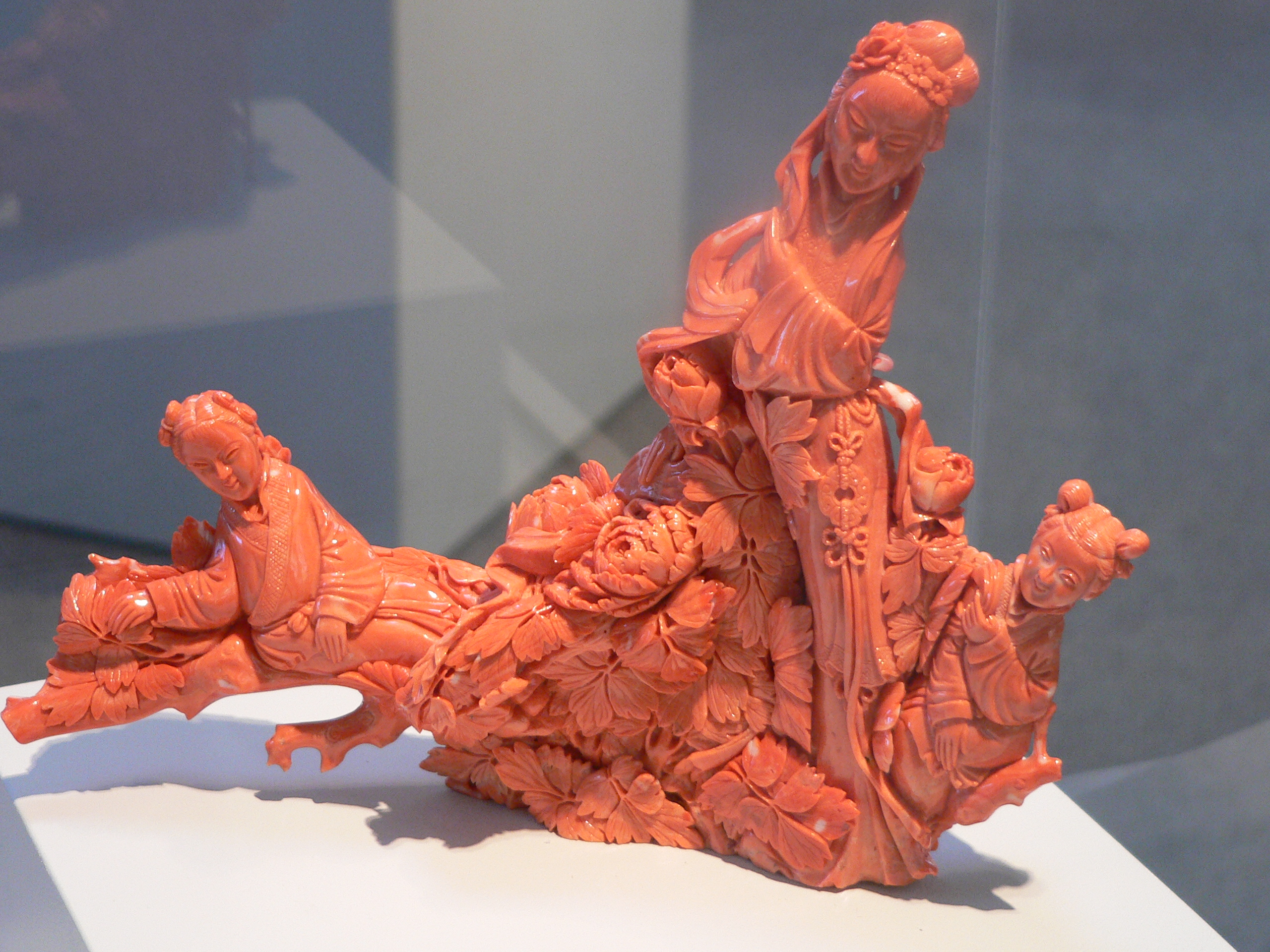
中式珊瑚擺設。

- Corallium halmaheirense
- 瘦长红珊瑚（Corallium elatius）
- Corallium imperiale
- 日本紅珊瑚（Corallium japonium）
- 皮滑红珊瑚（Corallium konojoi）
- Corallium johnsoni
- Corallium maderense
- Corallium medea
- Corallium niobe
- Corallium niveum
- Corallium porcellanum
- Corallium pusillum
- Corallium regale
- Corallium reginae
- 濃赤珊瑚（Corallium rubrum）
- 巧红珊瑚（Corallium secundum）
- Corallium stylasteroides
- Corallium sulcatum
- Corallium tricolor
- Corallium vanderbilti
- Corallium variabile

## 寶石
天然紅珊瑚的骨骼分枝表面粗糙，但卻可以打磨光滑。它們呈淡粉紅色至深紅色。紅珊瑚的相對密度為3.86，摩氏硬度為3.5。基於其柔軟度和透光性的差異，它們很多時會被製作為不同的珠寶。
由於紅珊瑚的顏色持久且帶有光澤，很久以前它們就被採集為裝飾物。於古埃及及史前的歐洲就已經有紅珊瑚寶石。一些地區直至今日也有製作紅珊瑚寶石。红珊瑚是珍贵的宝石珊瑚的文化同樣存在於東方，中国过去曾作为皇家贡品，在印度和西藏，佛教徒视红色珊瑚为如来佛化身，他们用珊瑚来做佛珠，或装饰神像。

## 逸事
- 印度教認為紅珊瑚是與曼格拉（即火星）有關。
- 義大利阿爾蓋羅（Alghero）的徽章上有一顆紅珊瑚。
- 中医曾认为，红珊瑚可治病入药[10]，然而未有證據發現有效。
- 現行之中國藥典2010年版[11]及台灣中藥典第二版[12]皆未收錄任何珊瑚。
- 紅珊瑚是名貴的裝飾品和工藝原料。

## 外部連結
- International Colored Gemstone Association
- American Gem Trade Association （页面存档备份，存于）
- Mediterranean red coral: Research team
- 蘇澳區漁會